# Oi!
Oi! este un gen de muzică punk rock care a apărut în Regatul Unit, în anii 1970. Misiunea genului și a subculturii bazate pe el era de a aduna împreună oamenii din subculturile punk, skinhead, și alte comunități din rândul clasei muncitoare.